# Колпь (Владимирская область)
Колпь — село в Гусь-Хрустальном районе Владимирской области России, входит в состав Купреевского сельского поселения.

## География
Село расположено в 61 км на юго-восток от Гусь-Хрустального на правом берегу реки Колпь, в 40 км на юг от ж/д станции Заколпье на линии Москва—Муром. Находится близ населенных пунктов: поселок Таланово, поселок Красная Заря. Характеризуется холмистым рельефом. Сохранился ряд зданий конца XIX- первой половины XX веков. 

## Этимология
Слово колпь достаточно распространено в российских географических названиях. Происходит оно от балтийско-славянского слова "колп", означающего лебедя. Вероятно, эти красивые птицы когда-то и водились в местной округе. 

## История
В 1861 году после отмены крепостного права баташевские рабочие начали расселяться, часть из них поселилась на Пасынковой пустоши на реке Колпь и названо это место было Колпский выселок с Гусь-Железного завода. В конце XIX — начале XX века после строительства там деревянной церкви во имя святого Николая Колпь стало селом.
До революции село входило в состав Лавсинской волости Меленковского уезда, с 1926 года — в составе Муромского уезда. В 1926 году в селе было 179 дворов.
С 1929 года село являлось центром Колпского сельсовета Гусь-Хрустального района Владимирского округа Ивановской Промышленной области, с 1935 года — в составе Курловского района Ивановской области, с 1944 года — в составе Владимирской области, с 1963 года — в составе Гусь-Хрустального района, с 2005 года — в составе Купреевского сельского поселения.
Никольская церковь действовала в селе и в советское время, но в 1948-1949 годах в Колпи был большой пожар: выгорело полдеревни, в том числе и церковь. 
В годы советской власти в селе располагалась центральная усадьба колхоза «Буревестник».
В 1989 году в селе освятили новую деревянную Церковь Всех святых земли Владимирской.

## Население
| 1859 | 1897 | 1905 | 1926 | 2002 | 2010 | 2021 |
| ---- | ---- | ---- | ---- | ---- | ---- | ---- |
| 368  | ↗523 | ↗555 | ↗931 | ↘674 | ↗704 | ↘652 |

## Инфраструктура
В деревне находятся СПК «Буревестник», средняя общеобразовательная школа, детский сад, клуб, фельдшерско-акушерский пункт, отделение почтовой связи, отделение Сбербанка России.

## Достопримечательности
В селе находится деревянная Церковь Всех святых земли Владимирской (1989).
Памятник Воинам погибшим в Великой Отечественной войне